# Нобори, Сёму
Сёму Нобори (яп. 昇 曙夢 Нобори Сёму, 17 июля 1878 года, остров Осима — 22 ноября 1958 года, Токио) — японский литературовед, переводчик и автор статей о русской литературе. Настоящее имя — Наотака Нобори (яп. 昇 直隆 Нобори Наотака).

## Биография
Сёму Нобори родился 17 июля 1878 года в одном из селений острова Осима, расположенного южнее острова Кюсю. В 1895 году он переехал в Токио; там он получил образование в православной духовной семинарии, где в дополнение к программе японской средней школы использовались программы русских гимназий и духовных семинарий. Благодаря этому Нобори смог выучить русский язык и познакомиться с русской литературой.
Свою первую работу — статью о Николае Гоголе — Нобори опубликовал в возрасте 24 лет в 1902 году: она была издана в ученическом журнале, а два года спустя в переработанном виде выпущена отдельной книжкой под названием «Великий русский писатель Гоголь». С 1915 по 1919 годы Сёму Нобори преподавал русский язык в одном из крупнейших университетов Японии Васэда; его деятельность способствовала развитию в университете систематического научного изучения русской литературы и открытию отделения русского языка и литературы, во главе которого стал Катагами Нобуру.
На волне интереса японцев к творчеству Льва Толстого в 1911 году Нобори опубликовал очерк «Великий Толстой», а в 1917 году издал «Двенадцать лекций о Толстом». Среди его работ как переводчика: «Власть тьмы», «Живой труп», «Воскресение» (1927) и «Кавказский пленник» (1946). В 1928 году Нобори был приглашён в СССР для участия в праздновании ста лет со дня рождения Толстого; в Москве он сделал сообщение на тему «Влияние Толстого в Японии». Через три года вышла его книга «О Толстом».
Среди произведений других авторов, переведённых Сёму Нобори, — «На дне» Горького (1910), «Поединок» (1912) и «Яма» (1946) Куприна, «В дурном обществе» Короленко (1914), сборник рассказов Чехова (1946), «Маленький герой» и «Честный вор» Достоевского (1947).

## Отзывы
По словам востоковеда Николая Конрада, Нобори был одним из «переводчиков, критиков-публицистов, литературоведов, которые отдали свои силы делу ознакомления японского общества с русской литературой».